# Pausandra martini
Pausandra martini är en törelväxtart som beskrevs av Henri Ernest Baillon. Pausandra martini ingår i släktet Pausandra och familjen törelväxter. Inga underarter finns listade i Catalogue of Life.